# Okręgowe rozgrywki w piłce nożnej woj. podlaskiego (2006/2007)
73. Edycja okręgowych rozgrywek w piłce nożnej województwa podlaskiego

Okręgowe rozgrywki w piłce nożnej województwa podlaskiego prowadzone są przez Podlaski Związek Piłki Nożnej, rozgrywane są w czterech ligach z podziałem na grupy. Najwyższym poziomem okręgowym jest IV liga, następnie Klasa Okręgowa, Klasa A oraz Klasa B (2 grupy).
Mistrzostwo Okręgu zdobyła Jagiellonia II Białystok.

Okręgowy Puchar Polski zdobyła Ruch Wysokie Mazowieckie.
Drużyny z województwa podlaskiego występujące w centralnych i makroregionalnych poziomach rozgrywkowych:
- 1 Liga – brak
- 2 Liga – Jagiellonia Białystok, ŁKS Łomża.
- 3 Liga – Wigry Suwałki, Ruch Wysokie Mazowieckie, Warmia Grajewo.

| Rozgrywki                 | Poziomy rozgrywkowe w sezonie 2006/2007 | Poziomy rozgrywkowe w sezonie 2006/2007 | Poziomy rozgrywkowe w sezonie 2006/2007 | Poziomy rozgrywkowe w sezonie 2006/2007 | Poziomy rozgrywkowe w sezonie 2006/2007 |         |
| ------------------------- | --------------------------------------- | --------------------------------------- | --------------------------------------- | --------------------------------------- | --------------------------------------- | ------- |
| Centralne                 | I poziom ligowy                         | I Liga                                  | I Liga                                  | I Liga                                  | I Liga                                  |         |
| Centralne                 | II poziom ligowy                        | II Liga                                 | II Liga                                 | II Liga                                 | II Liga                                 |         |
| Makroregionalne           | III poziom ligowy                       | III Liga – gr.I                         | III Liga – gr.II                        | III Liga – gr.III                       | III Liga – gr.IV                        |         |
| Okręgowe (woj. podlaskie) | IV poziom ligowy                        | IV Liga                                 | IV Liga                                 | IV Liga                                 | IV Liga                                 | IV Liga |
| Okręgowe (woj. podlaskie) | V poziom ligowy                         | Klasa Okręgowa                          | Klasa Okręgowa                          | Klasa Okręgowa                          | Klasa Okręgowa                          |         |
| Okręgowe (woj. podlaskie) | VI poziom ligowy                        | Klasa A                                 | Klasa A                                 | Klasa A                                 | Klasa A                                 |         |
| Okręgowe (woj. podlaskie) | VII poziom ligowy                       | Klasa B – Gr.I                          | Klasa B – Gr.I                          | Klasa B – Gr.II                         | Klasa B – Gr.II                         |         |

## IV Liga – IV poziom rozgrywkowy
| Poz. | Drużyna                  | M  | Z  | R | P  | Bramki | Punkty | Opis           |
| ---- | ------------------------ | -- | -- | - | -- | ------ | ------ | -------------- |
| 1    | Jagiellonia II Białystok | 30 | 24 | 2 | 4  | 95-21  | 74     | do ME          |
| 2    | Hetman Białystok         | 30 | 21 | 6 | 3  | 68-21  | 69     | (*)            |
| 3    | Supraślanka Supraśl      | 30 | 18 | 5 | 7  | 66-26  | 59     | (*)            |
| 4    | Orzeł Kolno              | 30 | 17 | 4 | 9  | 52-46  | 55     | Awans III liga |
| 5    | Cresovia Siemiatycze     | 30 | 14 | 6 | 10 | 58-40  | 48     |                |
| 6    | Piast Białystok          | 30 | 14 | 5 | 11 | 45-35  | 47     |                |
| 7    | Sokół Sokółka            | 30 | 14 | 5 | 11 | 43-39  | 47     |                |
| 8    | Sparta Augustów          | 30 | 12 | 7 | 11 | 45-35  | 43     |                |
| 9    | Tur Bielsk Podlaski      | 30 | 11 | 3 | 16 | 35-60  | 36     |                |
| 10   | Pomorzanka Sejny         | 30 | 9  | 8 | 13 | 32-39  | 35     |                |
| 11   | Pogoń Łapy               | 30 | 10 | 5 | 15 | 46-50  | 35     |                |
| 12   | Wissa Szczuczyn          | 30 | 8  | 9 | 13 | 35-51  | 33     |                |
| 13   | KS Michałowo             | 30 | 10 | 3 | 17 | 42-66  | 33     |                |
| 14   | Olimpia Zambrów          | 30 | 9  | 3 | 18 | 37-79  | 30     |                |
| 15   | Iskra Narew              | 30 | 6  | 7 | 17 | 29-56  | 25     | baraż          |
| 16   | Krypnianka Krypno        | 30 | 3  | 2 | 25 | 16-80  | 11     |                |

- Krypnianka Krypno wycofała się po I rundzie, w II rundzie przyznawano walkowery. W następnym sezonie przystąpi w rozgrywkach A klasy.
- Rezerwy Jagiellonii zostały przeniesione do rozgrywek młodej ekstraklasy.
- Hetman Białystok, a później Supraślanka zrezygnowały z awansu do III ligi. Wolne miejsce wykorzystał Orzeł Kolno.

Baraże o IV ligę
- Mielnik, 22.07.2007r. – MKS Mielnik: Iskra Narew 1:2
- Narew, 29.07.2007r. – Iskra Narew: MKS Mielnik 3:3, awans Iskra Narew.

Po wycofaniu się rezerw Jagiellonii prawo gry w IV lidze uzyskał MKS Mielnik.

## Klasa Okręgowa – V poziom rozgrywkowy
| Poz. | Drużyna                     | M  | Z  | R | P  | Bramki | Punkty | Opis              |
| ---- | --------------------------- | -- | -- | - | -- | ------ | ------ | ----------------- |
| 1    | Hetman Tykocin              | 30 | 21 | 5 | 4  | 71-32  | 68     |                   |
| 2    | Promień Mońki               | 30 | 18 | 3 | 9  | 82-46  | 57     |                   |
| 3    | MKS Mielnik                 | 30 | 16 | 6 | 8  | 63-27  | 54     | baraż-przegrany * |
| 4    | Puszcza Hajnówka            | 30 | 15 | 7 | 8  | 64-40  | 52     |                   |
| 5    | Dąb Dąbrowa Białostocka     | 30 | 14 | 7 | 9  | 67-48  | 49     |                   |
| 6    | Włókniarz Białystok         | 30 | 13 | 4 | 13 | 49-56  | 43     |                   |
| 7    | Magnat Juchnowiec Kościelny | 30 | 11 | 7 | 12 | 39-38  | 40     |                   |
| 8    | Polonia Raczki              | 30 | 11 | 7 | 12 | 48-52  | 40     |                   |
| 9    | Rudnia Zabłudów             | 30 | 11 | 5 | 14 | 41-43  | 38     |                   |
| 10   | Korona Dobrzyniewo Duże     | 30 | 11 | 4 | 15 | 41-87  | 37     |                   |
| 11   | KS Wasilków                 | 30 | 11 | 4 | 15 | 53-63  | 37     |                   |
| 12   | LZS Narewka                 | 30 | 10 | 6 | 14 | 40-55  | 36     |                   |
| 13   | Kolejarz Czeremcha          | 30 | 10 | 6 | 14 | 55-51  | 36     |                   |
| 14   | Narew/Łyski Choroszcz       | 30 | 10 | 5 | 15 | 46-57  | 35     |                   |
| 15   | Skra Wizna                  | 30 | 10 | 4 | 16 | 44-58  | 34     | baraż             |
| 16   | Gieret Giby                 | 30 | 7  | 2 | 21 | 48-98  | 23     |                   |

- Po wycofaniu się rezerw Jagiellonii prawo gry w IV lidze uzyskał MKS Mielnik.

Baraże o klasę okręgową
- Suraż 22.07.2007r. – Znicz Suraż: Korona Dobrzyniewo Duże 3:0
- Dobrzyniewo Duże 29.07.2007r. – Korona Dobrzyniewo Duże: Znicz Suraż 3:1, awans Znicz Suraż.

Po wycofaniu się rezerw Jagiellonii prawo gry w klasie okręgowej uzyskała także Korona.

## Klasa A – VI poziom rozgrywkowy
| Poz. | Drużyna                        | M  | Z  | R | P  | Bramki | Punkty |       |
| ---- | ------------------------------ | -- | -- | - | -- | ------ | ------ | ----- |
| 1    | Gryf Gródek                    | 30 | 20 | 6 | 4  | 75-32  | 66     |       |
| 2    | KS Śniadowo                    | 30 | 18 | 7 | 5  | 76-34  | 61     |       |
| 3    | Orzeł Szołajdy                 | 30 | 19 | 2 | 9  | 70-29  | 59     |       |
| 4    | Znicz Suraż                    | 30 | 17 | 6 | 7  | 74-30  | 57     | baraż |
| 5    | Forty Piątnica                 | 30 | 17 | 4 | 9  | 75-35  | 55     |       |
| 6    | Rospuda Filipów                | 30 | 16 | 6 | 8  | 47-27  | 54     |       |
| 7    | LUKS Janowszczyzna             | 30 | 16 | 4 | 10 | 58-53  | 52     |       |
| 8    | Perspektywa Łomża              | 30 | 13 | 4 | 13 | 67-63  | 43     |       |
| 9    | Skra Czarna Białostocka        | 30 | 13 | 1 | 16 | 58-60  | 40     |       |
| 10   | Orkan Poświętne                | 30 | 11 | 3 | 16 | 32-73  | 36     |       |
| 11   | Sparta 1951 Szepietowo         | 30 | 10 | 5 | 15 | 44-65  | 35     |       |
| 12   | Orlęta Czyżew                  | 30 | 10 | 5 | 15 | 60-65  | 35     |       |
| 13   | Narew/Łyski II Choroszcz       | 30 | 10 | 5 | 15 | 44-64  | 35     |       |
| 14   | Pogranicze Kuźnica Białostocka | 30 | 4  | 9 | 17 | 35-73  | 21     |       |
| 15   | ŁKS II Łomża                   | 30 | 7  | 2 | 21 | 39-68  | 23     |       |
| 16   | UG Krynki                      | 30 | 2  | 3 | 25 | 12-100 | 9      |       |

- UG Krynki i ŁKS II Łomża wycofały się po I rundzie, w drugiej rundzie przyznawano walkowery.
- Orzeł Szołajdy zmienił nazwę (fuzja) i w następnym sezonie występuje jako Pogoń II Łapy.

## Klasa B – VII poziom rozgrywkowy
Grupa I
| Poz. | Drużyna                | M  | Z  | R | P  | Bramki | Punkty |       |
| ---- | ---------------------- | -- | -- | - | -- | ------ | ------ | ----- |
| 1    | Sudovia Szudziałowo    | 16 | 13 | 1 | 2  | 53-13  | 40     |       |
| 2    | Tur II Bielsk Podlaski | 16 | 10 | 3 | 3  | 34-16  | 33     |       |
| 3    | GKS Orla               | 16 | 10 | 2 | 4  | 52-38  | 32     | baraż |
| 4    | Orzeł Kleszczele       | 16 | 8  | 2 | 6  | 41-28  | 26     |       |
| 5    | Krokus Dobrzyniówka    | 16 | 5  | 3 | 8  | 28-37  | 18     |       |
| 6    | Pionier Brańsk         | 16 | 5  | 2 | 9  | 30-31  | 17     |       |
| 7    | KS II Michałowo        | 16 | 5  | 2 | 9  | 23-39  | 17     |       |
| 8    | KS Uhowo               | 16 | 5  | 0 | 11 | 27-49  | 15     |       |
| 9    | Eurocentr Suchowola    | 16 | 3  | 1 | 12 | 25-62  | 10     |       |

- Rezerwy Tura rozgrywają swoje mecze w Pilikach.
- W związku z wycofaniem się Narwi/Łysek II Choroszcz baraż pomiędzy Turem II, a LZS Kleosin nie odbył się.
- KS II Michałowo po sezonie wycofały się z rozgrywek.

Baraż o klasę A
- Wasilków, 9.08.2007r. – KS Sokoły (Smakovita Sokoły): GKS Orla 4:3, awans KS Sokoły.

Grupa II
| Poz. | Drużyna                | M  | Z  | R | P  | Bramki | Punkty |       |
| ---- | ---------------------- | -- | -- | - | -- | ------ | ------ | ----- |
| 1    | Podlasiak Knyszyn      | 14 | 12 | 2 | 0  | 45-9   | 38     |       |
| 2    | LZS Kleosin            | 14 | 10 | 2 | 2  | 43-17  | 32     |       |
| 3    | Smakovita Sokoły       | 14 | 7  | 3 | 4  | 44-24  | 24     | baraż |
| 4    | Sparta Korycin         | 14 | 7  | 1 | 6  | 38-35  | 22     |       |
| 5    | Elhurt-Elmet Białystok | 14 | 5  | 2 | 7  | 28-48  | 17     |       |
| 6    | Ziemowit Nowogród      | 14 | 4  | 1 | 9  | 29-43  | 13     |       |
| 7    | Biebrza Goniądz        | 14 | 3  | 0 | 11 | 18-43  | 9      |       |
| 8    | Iskra Poryte Jabłoń    | 14 | 2  | 1 | 11 | 9-35   | 7      |       |
| 9    | Piorun Jaświły         |    |    |   |    |        |        |       |

- Smakovita Sokoły zmiana nazwy po sezonie na KS Sokoły. KS Sokoły wygrany baraż o A klasę.
- Piorun Jaświły wycofał się po 6 kolejce, wyniki anulowano.
- Iskra Poryte Jabłoń wycofała się po I rundzie, w II rundzie przyznawano walkowery.
- Po zakończeniu sezonu Ziemowit Nowogród wycofał się z rozgrywek.

## Puchar Polski – rozgrywki okręgowe
- Finał, Wysokie Mazowieckie, 20.06.2007r. – Ruch Wysokie Mazowieckie: Jagiellonia II Białystok 4:0